# John "Charlie" Whitney
Pour les articles homonymes, voir Whitney.
Richard John Whitney, plus connu sous le nom de John "Charlie" Whitney, est un guitariste de rock britannique né le 24 juin 1944 à Skipton, Yorkshire Nord (Angleterre).

## Biographie
Il est membre fondateur et guitariste des groupes Family et Streetwalkers. Il a été parfois crédité en tant que John Whitney ou Charlie Whitney sur certains enregistrements.

### Les débuts
Comme la plupart des teenagers britanniques dans les années 50, Whitney s'intéresse au Rock 'n' roll. Lorsqu'il entre au Art College de Leicester en 1962, il forme son premier groupe nommé The Farinas. Le groupe, qui comprenait Jim King au saxophone et au chant, Tim Kirchin à la basse et Harry Overnall à la batterie, était particulièrement inspiré par la musique rhythm and blues, jouant des titres de Chuck Berry ou des Coasters. En août 1964 The Farinas enregistrent leur premier simple You'd Better Stop.
D'importants changements de personnel interviennent. Ric Grech remplace Tim Kirchin et Roger Chapman rejoint le groupe comme chanteur, modifiant son style pour produire un blues plus « lourd ». Après s'être appelés The Roaring Sixties, le groupe prend finalement le nom de Family, et Harry Overnall est alors remplacé à la batterie par Rob Townsend. Family sort son premier simple en septembre 1967, suivi par leur premier album Music In A Doll's House en juillet 1968.

### Family
Family gagne sa réputation de groupe progressif grâce à ses prestations en public "lourdes" et expérimentales. Whithney n'était pas étranger à cette confrontation de styles grâce à sa manière d'utiliser sa guitare Gibson. En 1970, avec l'enregistrement des albums A Song For Me et Anyway, et l'inoubliable apparition de Family au troisième festival de l'Île de Wight le 28 août 1970, le groupe créé quelques-uns des rocks les plus rapides et "lourds", comme la musique acoustique la plus intense de la scène underground britannique.
La guitare de Whitney sur des chansons comme Drowned In Wine ou Good News Bad News était unanimement reconnue par les fans et la critique comme étant la signature du son Family. Whitney et Chapman écrivent conjointement la majorité des chansons de Family.

### Streetwalkers
Whitney poursuit sa collaboration avec Chapman au sein des Streetwalkers, le groupe qu'ils forment ensemble en 1974. Le groupe comprend Bob Tench et Nicko McBrain. Streetwalkers ne connut jamais un succès équivalent à celui de Family. Le groupe est dissous en 1977, terminant la collaboration musicale entre Whitney et Chapman, après onze années.

### Suite
Whitney rejoint Rob Townsend (ex-batteur de Family) pour former Axis Point en 1978. Ce groupe comprenait Eddie Hardin au piano et au chant, et le bassiste originel de Taste Richard McCracken. Quand le groupe se sépare, Whitney fonde Los Racketeeros, un groupe spécialisé dans le blues et le bluegrass. Los Racketeeros n'enregistrèrent jamais de premier album.
Charlie Whitney reste actif sur la scène rock. Il réalise un album solo en 1999, avant de se retirer en Grèce. Il n'existe à ce jour aucun projet musical permettant d'imaginer une réunion entre Whitney et Chapman.

## Référence
- (en) Cet article est partiellement ou en totalité issu de l’article de Wikipédia en anglais intitulé « John "Charlie" Whitney » (voir la liste des auteurs).